# 青澳湾

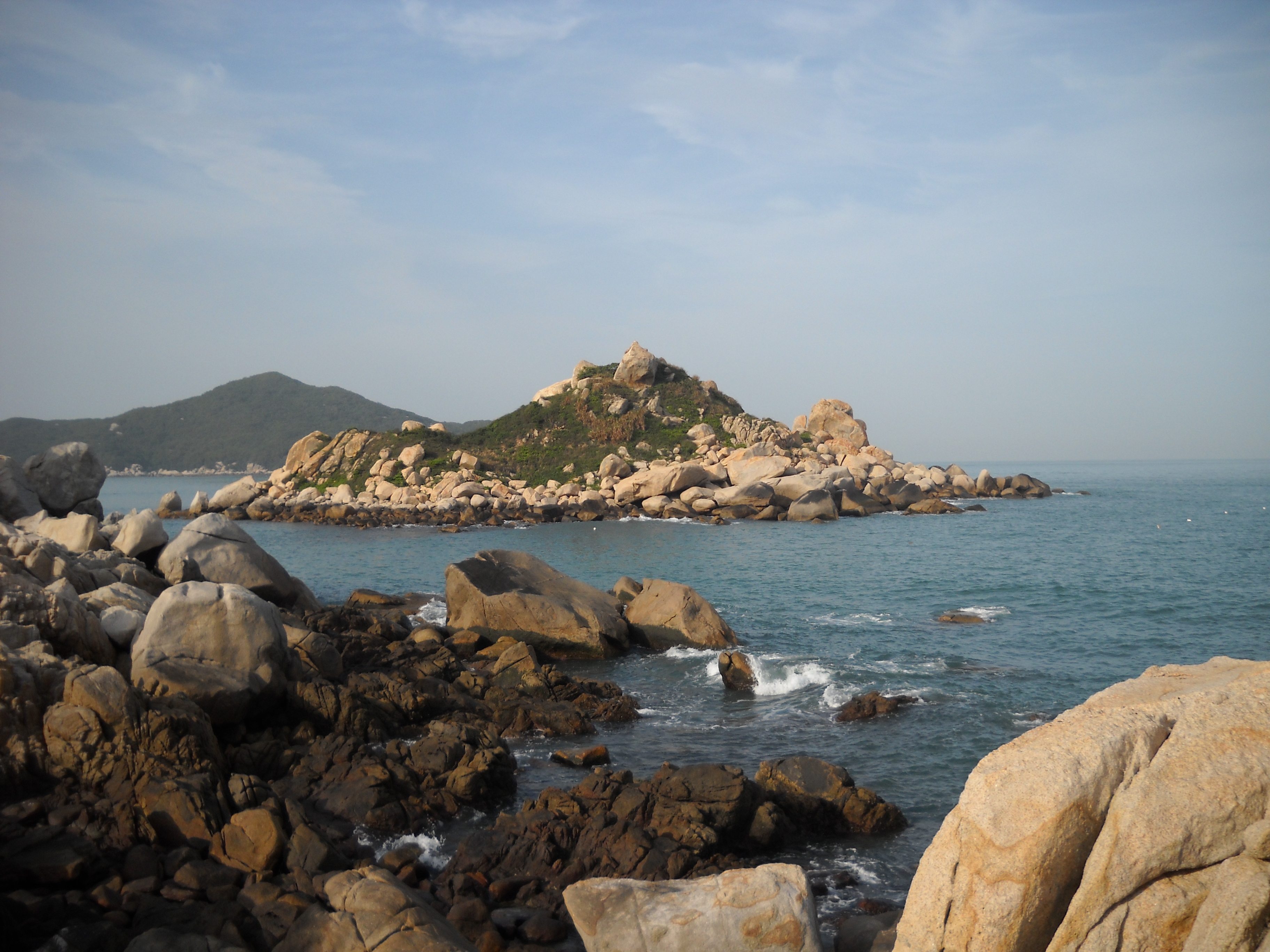

青澳湾，是广东省汕头市南澳县的一个海湾，位于南澳岛的东端，呈月眉型，湾口朝东南，海滩宽1公里，深0.95公里，长2.9公里，东海、南海在此海域交汇，青澳湾为优良的天然海水浴场，有“东方夏威夷”之称，是南澳县最知名的旅游景点，内设广东南澳青澳湾国家级海洋公园、北回归线纪念塔“自然之门”。

## 历史
青澳湾因处于青澳村东面海域故名。因海湾形状象马身，东角山象马头，海滩象侧卧白马之腹，故又称白马翻肚。是北回归线从海湾穿越而过，海湾水深5至10米，150米内水深不超过1.2米，是粤东不可多得的浅水湾，东北沿岸为岩石滩，其余为沙质岸滩。沙滩坡度平缓，沙质细软，海水清澈，盐度适中，1990年，南澳县开发旅游业，将其中2.4公里的沙滩开辟为海水浴场。
青澳湾是海豚、海龟、中国鲎、鹦鹉螺等海洋生物的重要栖息地之一，也是岩鹭、褐翅燕鸥、黑叉尾海燕等多种珍稀候鸟的必经之地。2014年3月13日，获国家海洋局批准设立青澳湾国家级海洋公园。